# Brachiaria oblita
Brachiaria oblita är en gräsart som först beskrevs av Jason Richard Swallen, och fick sitt nu gällande namn av Oscar Tovar. Brachiaria oblita ingår i släktet Brachiaria och familjen gräs. Inga underarter finns listade i Catalogue of Life.